# Исмајилински рејон
Исмајилински рејон (азер. İsmayıllı rayonu), једна је од 78 административно-територијалних јединица Азербејџана. Налази се у пределу региона Планински Ширван. Административни центар рејона се налази у граду Исмајили. 
Исмајилински рејон обухвата површину од 2.060 km² и има 80.900 становника (подаци из 2011). 
Административно, рејон се даље дели у 67 мањих општина.